# ひまわり (小柳ゆきの曲)
「ひまわり」は、小柳ゆきの25枚目のシングル。2013年7月31日発売。発売元はNAYUTAWAVE RECORDS。

## 解説
シングルとしては前作「ジェットコースター」より約3ヶ月振りのリリースとなる。
「ひまわり」は北乃きい主演映画『爆心 長崎の空』主題歌として起用され、本作のために小柳が詞を書き下ろしたものとなっている。本作の歌詞を製作するにあたり、実際に映画を見て、理解をした上で作詞したと言う。

## 収録曲
1. ひまわり
作詞：小柳ゆき/作曲：池宮創人
2. 君がいた夏 ～Back to the future tour 2010～ NEW MIX
作詞：小柳ゆき/作曲：笹本安詞、関戸鉄也
4thアルバム『buddy』収録曲
3. ひまわり (radio edit)
4. ひまわり (backing track)

## 収録アルバム
ひまわり
- 『The Best of Yuki Koyanagi 2015 Here For You 〜Universal Selection〜』

君がいた夏
『buddy』